# كونراد بيكر
كونراد بيكر (بالإنجليزية: Conrad Baker)‏ هو محامي وسياسي أمريكي، ولد في 12 فبراير 1817 في الولايات المتحدة، وتوفي بنفس المكان في 28 أبريل 1885. حزبياً، نشط في الحزب الجمهوري. انتخب حاكم إنديانا ‏ (24 يناير 1867 – 13 يناير 1873) وانتخب عضو مجلس نواب إنديانا.